# Liste der Highways in Western Australia

Lage von Western Australia

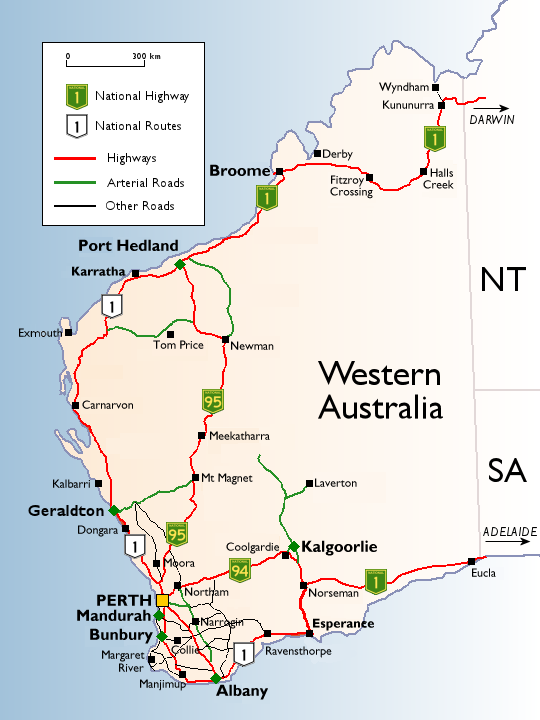
Karte mit den Highways in Western Australia

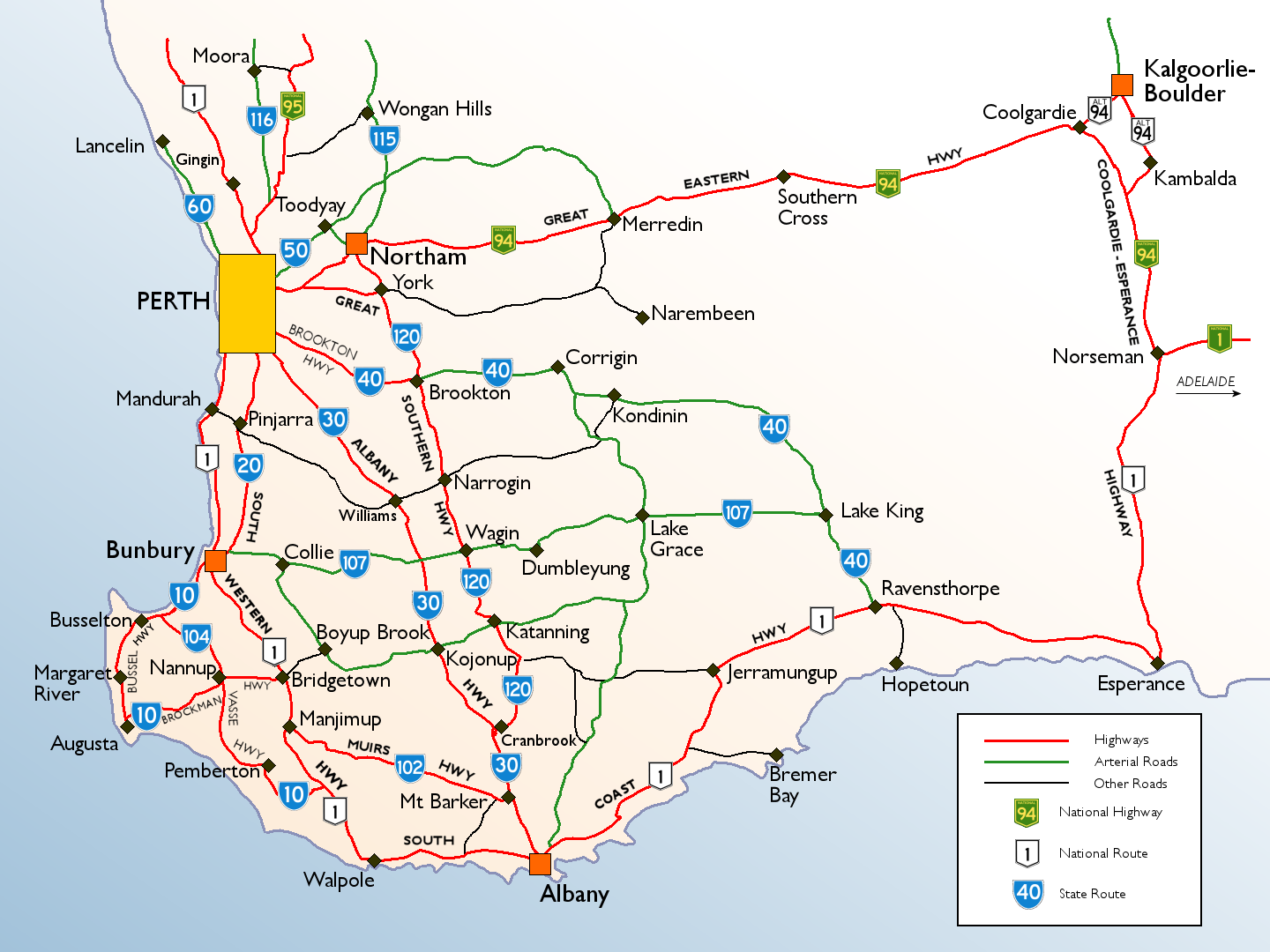
Karte mit den Highways im Südwesten von Western Australia

Die Bevölkerung von Western Australia ist im Südwesten des Bundesstaats konzentriert. Außerhalb der Gegend um Perth ist die Bevölkerungsdichte, verglichen mit den ländlichen Regionen im Osten Australiens, relativ gering. Die meisten der Highways verlaufen deshalb in den dicht besiedelten Gebieten.
In Australien beschreibt die Bezeichnung Freeway eine bestimmte Art von Highway. Ein Freeway ist grundsätzlich mehrspurig und hat kreuzungsfreie Ein- und Ausfahrten.

## National Highways
- - Eyre Highway
  - Great Northern Highway
  - Victoria Highway
- - Coolgardie-Esperance Highway
  - Great Eastern Highway
  - Great Eastern Highway Bypass
  - Roe Highway
- - Great Northern Highway
  - Roe Highway

## State Highways
- - Brand Highway
  - Canning Highway
  - Coolgardie-Esperance Highway
  - Great Eastern Highway
  - Great Northern Highway
  - Kwinana Freeway
  - Leach Highway
  - North West Coastal Highway
  - Old Coast Road
  - South Coast Highway
  - South Western Highway
- - Forrest Highway
  - Kwinana Freeway
  - Mitchell Freeway
- - Reid Highway
  - Roe Highway
- Tonkin Highway
- Stirling Highway
- Canning Highway
- Leach Highway
- - Graham Farmer Freeway
  - Orrong Road
- - Brockman Highway
  - Bussell Highway
  - Middleton Road
  - Pemberton Northcliffe Road
  - Vasse Highway
- South Western Highway
- Albany Highway
- Brookton Highway
- - Bindi Bindi Toodyay Road
  - Toodyay Road
- - Wanneroo Road
  - Lancelin Road
  - Indian Ocean Drive
- - Curtin Avenue
  - Marmion Avenue
  - West Coast Highway
- 94
  - Goldfields Highway
  - Great Eastern Highway
- Goldfields Highway
- Muirs Highway
- Vasse Highway
- - Arthur Road
  - Coalfields Highway
  - Dumbleyung Lake Grace Road
  - Lake Grace Newdegate Road
  - Newdegate Ravensthorpe Road
  - Wagin Dumbleyung Road
- - Bindi Bindi Toodyay Road
  - Bindoon Dewars Pool Road
  - Great Southern Highway
  - Northam Toodyay Road
  - York Road

## Hauptverbindungsstraßen
- Mandjoogoordap Drive
- Great Eastern Highway
- Muirs Highway
- Goldfields Road
- - Bindoon Moora Road
  - Midlands Road
- Geraldton-Mount Magnet Road

## Verbindungsstraßen
- Broome Road
- Derby Highway
- Dampier Highway
- Goldfields Highway
- Marble Bar Road

## Outback Tracks
Da das Outback den größten Teil von Western Australien ausmacht, stellen Outback Tracks lebenswichtige Verbindungen zu abgelegenen Orten und Ansiedlungen dar. Größtenteils sind die Straßen nicht asphaltiert, sehr abgelegen und verlaufen oft durch gesperrtes Gebiet.
- Anne Beadell Highway
- Buntine Highway
- Canning Stock Route
- Cape Leveque Road
- Connie Sue Highway
- David Carnegie Road
- Duncan Road
- Eagle Highway
- Gary Highway
- Gibb River Road
- Great Central Road
- Gunbarrel Highway
- Heather Highway
- Hunt Oil Road
- Jenkins Track
- Kalumburu Road
- Rippon Hills Road
- Talawana Track
- Tanami Road
- Telfer Mine Road
- Wapet Road